# Pandemia de COVID-19 na Irlanda
Este artigo documenta os impactos da pandemia de coronavírus de 2020 na Irlanda e pode não incluir todas as principais respostas e medidas contemporâneas.

## Linha do tempo

### Fevereiro
Em 29 de fevereiro, o primeiro caso confirmado foi anunciado, sendo um estudante do leste do país que havia viajado para o norte da Itália.  Uma escola de ensino secundário, de Glasnevin, teve seu funcionamento em virtude do aparecimento do caso.

### Março
Em 3 de março, um segundo caso foi confirmado, sendo uma mulher do leste do país que havia viajado para a Itália. Este, no entanto, não tem relações com o primeiro.
Em 4 de março, mais 4 casos foram confirmados, sendo duas mulheres e dois homens do oeste do país que haviam viajado à Itália. Em 5 de março, mais 7 casos foram confirmados, totalizando 13. Quatro dos casos relataram ter viajado à Itália — quatro homens da parte leste do país — e um deles têm ligação com a instituição acadêmica Trinity College. Um dos sete casos era um homem que havia viajado para o sul do país e não tinha nenhum histórico de viagem para o exterior.
Em 6 de março, mais de 60 membros da equipe do Hospital Universitário de Cork foram sugeridos a permanecer em quarentena após um caso de transmissão comunitária no hospital. Posteriormente, mais 5 casos foram confirmados, elevando o número total para 18.
Em 7 de março, 2 casos foram confirmados; em 8 de março, 2 casos; em 9 de março, mais 3 casos; em 10 de março, mais 10 casos, elevando o número total para 34.
Em 11 de março, ocorreu a primeira morte em decorrência da contaminação dó vírus, sendo um idoso que estava internado no Naas General Hospital. Seguidamente, mais 9 casos foram divulgados, elevando o número total para 43. Um paciente internado no Hospital Universitário de Cork se recuperou da doença.
Em 12 de março, 27 novos casos foram confirmados, elevando o número total para 70. Em resposta ao aumento, o primeiro-ministro do país, Leo Varadkar, anunciou o fechamento temporário de  escolas, universidades e creches até 29 de março.
Em 13 de março, 20 novos casos foram confirmados. Em 14 de março, 39 novos casos foram confirmados e uma outra morte foi anunciada, sendo um homem do este do país que estava em estado grave. Por conseguinte, o número de casos foi elevado para 129 e 2 mortes.
Em 15 de março, 40 novos casos foram confirmados, elevando o número total para 169. Quatro pacientes conseguiram se recuperar da doença no Hospital Universitário de Limerick. Em consonância, o governo ordenou que bares e clubes fossem fechados. Em 16 de março, 54 novos casos foram confirmados, elevando o número total para 223.